# 細紋腔吻鱈
細紋腔吻鱈，為輻鰭魚綱鱈形目鼠尾鱈科的其中一種，分布於西南太平洋澳洲及紐西蘭海域，屬深海底棲性魚類，深度300-800公尺，體長可達28.5公分，棲息在大陸坡底層水域，生活習性不明。